# Louis de Bersaques
Louis de Bersaques , Lowys de Bersaques, Lowijs de Bersaque, Loys de Bersacques, of Lodewijk de Bersacques  (Kortrijk, 12 augustus 1586 -  Gent, 7 juni 1646) was een 17e-eeuws telg uit een familie van landmeters. Hij werkte in de Zuidelijk Nederlanden, voornamelijk in de toenmalige kasselrij Kortrijk, en is verantwoordelijk voor de oudst bekende kaarten, rentboeken en landboeken van vele dorpen en gemeenten in die regio.

## Levensloop
Louis de Bersacques werd geboren in Kortrijk en was wellicht een afstammeling van de uit Sint-Omaars afkomstige familie De Bersacques, een zeer omvangrijk nageslacht en de rechtstreekse afstammelingen van het nobele geslacht van ridder Jacques de Bersacques, heer van Neuville en Friaucourt, geboren in 1330 Abbeville, schepen van Saint-Riquier (1362-1375) en burgemeester tot zijn overlijden in 1379. Zijn vader Pierre de Bersacques was eveneens als landmeter actief in het westelijke deel van het graafschap Vlaanderen.
Hij was in eerste huwelijk getrouwd met Joanna van den Berghe en in tweede huwelijk met Anna Simoens, dochter van de onderbaljuw van Kortrijk. Uit zijn eerste huwelijk had hij één zoon, Eduard, die ook landmeter werd, en uit zijn tweede drie zonen en drie dochters. Lowys (1625-1695); priester en deken van het kapittel van de O.L.V.-kerk, erfachtig gezworen landmeter in opvolging van zijn vader (maar zelf niet actief als landmeter); Albert (1632-1718); Joseph (1636-1708). De drie zonen werkten onder meer aan het heropmeten en het samenstellen van het vernieuwd landboek van Pittem in opdracht van de baljuw, de burgemeester en de schepenen van de gemeente. Het boek verscheen op 8 december 1664. Zij onderhandelden voornamelijk met schepen Jan de Maeght. 
Hij werkte als cartograaf, topograaf, landmeter, mathematicus en diaken. Gedurende 28 jaar erfachtig beëdigd landmeter in dienst van de ambachtsheerlijkheid van de stad Kortrijk. Zijn landboeken zijn een model van schrijfkunst vergezeld van schetsen, grondplannen, perceelsgewijze kaarten getekend soms gekleurd, in of buiten de tekst, dikwijls op perkament. Landboeken zijn eigenlijk administratieve kaartboeken met een verzameling van gegevens over grootte, eigenaar, aard van de grond, bedrag verplichte cijnzen, enz. Vanaf 1620 deden adellijke groot grondbezitters en omvangrijke abdijen beroep op landmeters om een boek over hun grond bezittingen samen te stellen. Het zijn de voorlopers van ons huidig kadaster. Hij is de ontwerper van talrijke grondplannen van steden, dorpen, bossen en streken. Hij schetste het bosplan van La Roche in Luxemburg en het plan van het bos van de heerlijkheid Agimont in de provincie Namen.
De steden als Menen en Kortrijk komen voor in de zeer mooie verzameling van Johannes en Cornelius Blaeu “Novum Magnum Theatrum urbium Belgica “, verschenen in Amsterdam 1649. Zijn naam staat er tot tweemaal vermeld met spellingsfouten, wat niet zeldzaam was voor die tijd: Louys de Berjagues en Loys de Dajaques. De schriftuur van de hand van de Bersaques is gelukkig goed herkenbaar.
De Koninklijke Staatsarchieven te Brussel bezitten een kaart getekend in 1644 van de buurt rond de stad Menen, een plan van het bos van Houthulst (1644) en veel manuscripten gedateerd van 1616 en 1622. Antonius Sanderus deed op hem een beroep om een aantal van zijn stadsplannen in de Flandria Illustrata op te nemen.
Veel artistieke zichten schetste hij van onder meer Roeselaere, Tielt, Ingelmunster, Pittem.
Hij bezat grond in Ingelmunster, Oostrozebeke en was eigenaar van het bos van Houthulst, waar men in die tijd druk aan wolvenjacht ging. Hij overleed in 1646 tijdens de pestepidemie in Vlaanderen en werd begraven in de Sint-Michielskerk te Gent. Zijn grafschrift vermeldt: "Loys de Bersacques Pieters sone, gesworen Lantmeter va syne Con. Ma. Va Spaignien ende erfachtich der stede en calserie va Cortric" en eindigt met het rijm: "Die dit siet, leest of hoort, Bidt voor de siele, die alle landen heeft willen meten, wordt hier met seven voeten gemeten." 

## Bekende werken
- Goed van Zevekote (1913)[3]
- Rentebouck van Dadizeele (1614)[4]
- Rentebouck vanden heerscheppe van Pitthem (1622), bewaard in het Rijksarchief Brugge als: Gemeente Pittem - oud archief n°29
- Kaart van de grens tussen de kasselrijen van Kortrijk en de Oudburg (1627), bewaard in het Stadsmuseum Gent[5]
- Plattegrond van de dorpskern van Rollegem (1628)
- Kaart van landerijen te Kanegem en Aarsele (21 oktober 1628), bewaard in het Rijksarchief Gent[1]
- Rentehouek van’t heerschip van Gavere (28 oktober 1629)
- Tekening van de Sint-Amandus en Sint-Blasiuskerk in Waregem (1638)[6]
- Kaart van Kortrijk (1641)[7]
- Kaart van Roeselare (1641)[8]
- Kaart van Menen (1644)

## Galerij

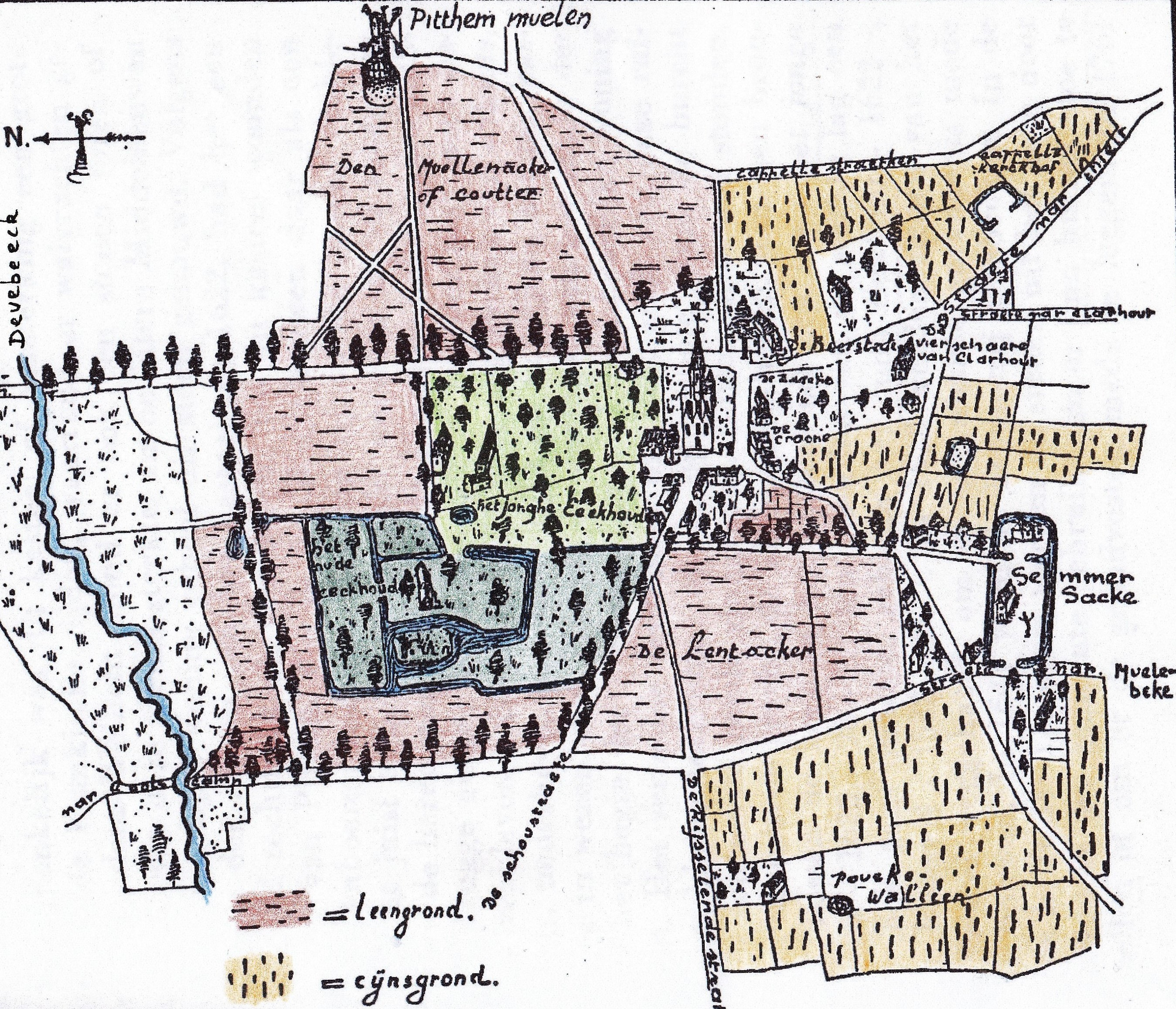
Pittem in 1622 (naar de kaart van Louis de Bersaques)
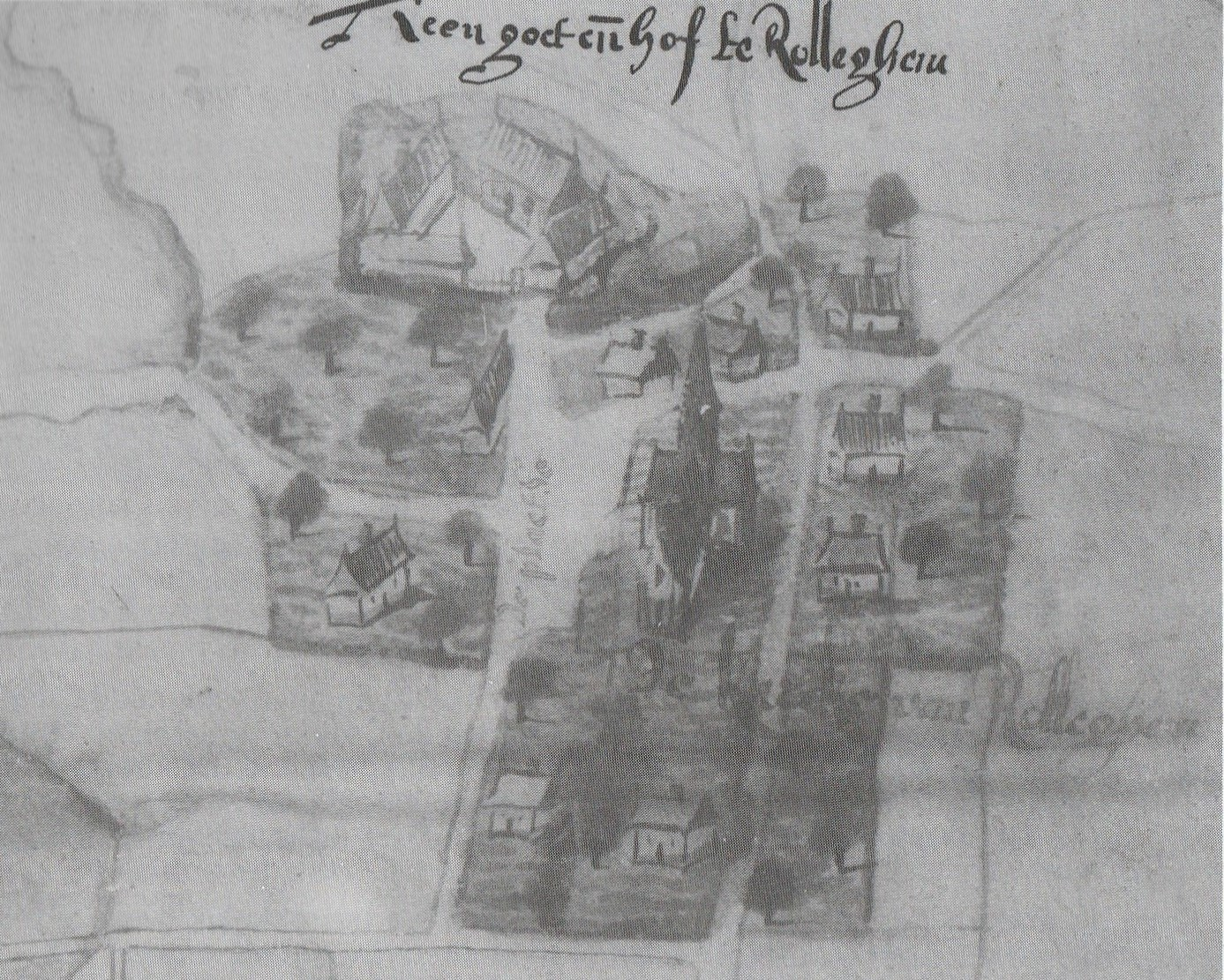
Oudste plattegrond van het dorpscentrum van Rollegem